# Sân bay Bria
Sân bay Bria (IATA: BIV, ICAO: FEFR) là một sân bay ở Bria, Cộng hòa Trung Phi.